# The Marshall Mathers LP 2
| Совокупная оценка    | Совокупная оценка |
| Источник             | Оценка            |
| -------------------- | ----------------- |
| AnyDecentMusic?      | 6,5/10            |
| Metacritic           | 72/100            |
| Оценки критиков      |                   |
| Источник             | Оценка            |
| AllMusic             | [ 4 ]             |
| The A.V. Club        | B                 |
| Entertainment Weekly | C+                |
| The Guardian         | [ 7 ]             |
| Los Angeles Times    | [ 8 ]             |
| Pitchfork            | 4,7/10            |
| Rolling Stone        | [ 10 ]            |
| Spin                 | 8/10              |
| USA Today            | [ 12 ]            |
| XXL                  | 4/5 (XL)          |

The Marshall Mathers LP 2 — восьмой студийный альбом американского рэпера Эминема. Его выпуск состоялся 5 ноября 2013 года на лейблах Aftermath Entertainment, Shady Records и Interscope Records. Альбом является продолжением третьей работы исполнителя — The Marshall Mathers LP, вышедшей в 2000 году. Запись пластинки происходила с 2012 по 2013 год, которой руководил Эминем и другие продюсеры, включая Рика Рубина, Dr. Dre, No I.D. и Symbolyc One (S1). Альбом содержит гостевые участия от исполнительниц Скайлар Грей, Рианны и фронтмена группы Fun Нейта Рюсса, а также единственного другого рэпера, товарища Эминема по лейблу Aftermath — Кендрика Ламара. Главный сингл «Berzerk», выпущенный 27 августа 2013 года, разошёлся тиражом в 362 000 цифровых копий в первую неделю продажи, заняв третью строчку американского чарта Billboard Hot 100. Альбом был продан 792 000 копий в первую неделю.

## История
«Назвав его The Marshall Mathers LP 2, я знал, что появятся определённые ожидания. Я бы не хотел называть альбом, просто ради такого названия. Я должен был убедиться, что я записал подходящие песни — и вот, когда я их записал и послушал, у меня появилось такое чувство "Чёрт, чувак, не хватает этого и вот этого, чтобы нарисовать картину целиком". Так что, это не сиквел, а, скорее, возвращение к старому времени. На нём не будет никаких продолжений старых песен или типа такого. Для меня, прежде всего, это — атмосфера и ностальгия»
Впервые Эминем сообщил, что работает над записью своего восьмого альбома, 24 мая 2012 года в интервью ведущему нью-йоркской радиостанции Hot 97 — Питеру Розенбергу. 30 июня в эфире своей радиостанции Shade 45 Эминем рассказал DJ Whoo Kid, что материал будущего альбома обретает форму и скоро к записи присоединится Dr. Dre. Эминем объяснил: «Я обычно двигаюсь в определённом направлении и просто записываю то, что чувствую. Затем еду к Дре, и там заполняю некоторые пробелы».
1 августа во время интервью на радио Channel 95,5 Эминем сказал, что не мог полностью сфокусироваться на своём сольном альбоме, так как был занят работой над вторым альбомом группы Slaughterhouse — Welcome to: Our House. Однако, 10 августа он появился на Shade 45 и рассказал Суэю Кэллоуэю: «На прошлой неделе мы закончили альбом Slaughterhouse… И сейчас у меня появилось время, чтобы сосредоточиться на своём собственном проекте». 30 августа 2013 года участник Slaughterhouse, Royce da 5'9", поделился своими мыслями об альбоме, сказав следующее: «Маршалл сейчас в студии, с самыми потрясающими текстами в мире. Я не уверен в том, как отреагирует мир на вещи, которые я слышал от него».
8 февраля 2013 года президент Shady Records и менеджер Эминема Пол Розенберг заявил, что выпуск альбома состоится после Дня памяти, отмечаемого в США в последний понедельник мая. «Мы ожидаем, что выпуск нового альбома Эминема произойдет в 2013 году. Он уже работает над ним в течение некоторого времени, — сказал Розенберг. — Он выйдет после Дня памяти, но мы не знаем точно когда. Эминем выступит на нескольких площадках Европы в августе, и после мы решим, что делать дальше». 22 марта Dr. Dre сообщил в интервью Power 106, что он сотрудничает с Эминемом и работа над альбомом подходит к концу.
17 июня 2013 года музыкальный продюсер Shady Records The Alchemist появился в программе RapFix Live, в которой рассказал ведущему Кэллоуэю о новом альбоме Эминема: «Он мой босс. А я его диджей, поэтому я не имею права много говорить об этом, но вы знаете его широту ума и то, что он делает. Он движется дальше, к новым горизонтам. Он вставал на ноги на Relapse, а затем выдал хитовый Recovery, и сейчас я думаю — Эминем по-настоящему вернулся».
После сообщения о начале работы над альбомом многие издания включили его в список самых ожидаемых работ 2013 года. Сайт MTV и журнал Complex расположили альбом на 6-м месте, а XXL и Rap.ru — на 5-м.

## Запись и продакшн

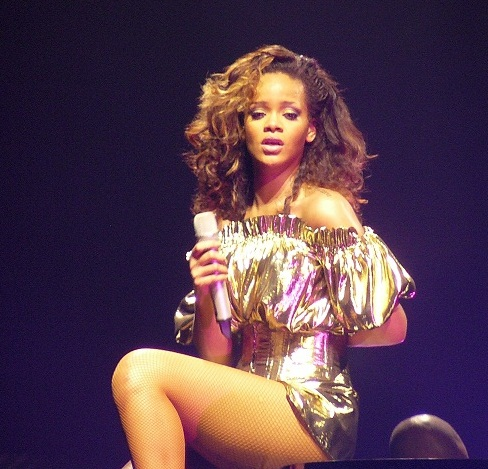
Барбадосская певица Рианна участвует в треке «The Monster», который стал четвёртой совместной песней пары после всемирного хита «Love the Way You Lie», его сиквела и трека «Numb».

5 сентября 2012 года музыкальный продюсер лейблов GOOD Music и Roc Nation No I.D. сообщил MTV News о том, что он будет одним из продюсеров нового альбома Эминема. No I.D. рассказал, что у них был разговор о совместном сотрудничестве, и в итоге они договорились встретиться в студии и посмотреть, что из этого выйдет. Продюсер сказал следующее: «Он — один из лучших, а я как раз хочу поработать с одним из лучших и привнести (или попробовать привнести) свой вклад в этот процесс. Я думаю, что это новый шаг в моём развитии». 17 июня продюсер Symbolyc One (S1) сообщил Hip-Hop Weekly: «Я работал над новым альбомом Эминема и я очень взволнован по этому поводу». Dr. Dre и Рик Рубин не только спродюсировали альбом, а также стали его исполнительными продюсерами. В октябре 2013 года в интервью American Songwriter продюсер песни «Love the Way You Lie» Алекс Да Кид, который также как и DJ Khalil, много работал над музыкой предыдущего альбома Эминема, Recovery, заявил, что предоставил ему несколько битов, но добавил: «Никогда не знаешь, что будет использовано, а что нет, просто следите за объявлением треклиста».
Поп-певица Рианна, с которой Эминем уже ранее работал, записала с ним новую песню под названием «The Monster». 11 сентября 2013 года она намекнула об этом в своём твиттере: «Только что из студии… Записала „монстровый“ припев для одного из моих любимых артистов! Это всё, что могу сказать…». Ещё до объявления треклиста, Бебе Рекса также рассказала в твиттере, что она стала соавтором трека Эминема с Рианной. Певица Скайлар Грей, часто сотрудничавшая с Эминемом в последние годы, приняла участие в композиции под названием «Asshole». Рэпер и приятель по лейблу Aftermath Entertainment Кендрик Ламар, с которым Эминем давал концерты в 2013 году, принял участие в треке «Love Game», также Эминем записал песню «Headlights» с фронтменом инди-поп группы Fun. В июле 2012 года близкий друг Эминема и его товарищ по лейблу, рэпер 50 Cent сообщил, что он был вовлечён в процесс записи его нового альбома и, вероятно, появится на главном или втором сингле, однако, как позже выяснилось, его вообще не будет на пластинке.
Первый трек «Bad Guy» спродюсирован музыкантом Symbolyc One, а также содержит вокал Сары Джаффе, оба артиста известны по группе The Dividends. В «Survival» припев исполняет Лиз Родригес, а музыка написана DJ Khalil. В нём Эминем праздует своё возвращение под «головокружительный стадионный рок» электрических гитар и «дряхлые» барабаны. Песня «Berzerk» отдаёт дань уважения хип-хопу «старой школы», музыка которой написана Риком Рубином. Она содержит семплы песен «The Stroke» Билли Сквайера, «The New Style» и «(You Gotta) Fight for Your Right (To Party!)» группы Beastie Boys и вдохновлена композицией Joan Jett & the Blackhearts «I Love Rock ’n’ Roll» и Licensed to Ill-эрой Beastie Boys. В треке «Rap God», спродюсированном DVLP, Эминем читает разными стилями рэпа (флоу) под вдохновлённый электронно-танцевальной музыкой инструментал. Он отдаёт дань многим рэперам, которые на него повлияли, но при этом называет себя лучшим за всё время, завершая песню строчкой: «Зачем быть королём, когда ты можешь быть богом?».

## Выпуск и реклама
29 октября 2012 года в официальном онлайн-магазине Эминема появилась бейсболка, названная «Eminem Baseball Tribute Champ Hat», на задней стороне которой перечисляются годы выпуска всех альбомов рэпера, а последней датой стал 2013 год, в котором и должен выйти восьмой студийный альбом. 25 августа 2013 года две рекламы продукции Beats by Dr. Dre, показанные во время церемонии MTV Video Music Awards, обнародовали информацию о том, что новый альбом Эминема будет называться The Marshall Mathers LP 2, а выход релиза намечен на 5 ноября. В рекламе прозвучал первый сингл «Berzerk», а также был показан отрывок видеоклипа на него, в котором Эминем был опять с осветлёнными волосами.
5 сентября стало известно, что специальный видеоролик «Berzerk», снятый для телепередачи Saturday Night Football канала ABC, будет предварять футбольные игры между колледжами в течение одного сезона — с 14 сентября по 7 декабря.
Обложка альбома была обнародована 20 сентября через твиттер-аккаунт Эминема. На ней изображён дом, в котором Эминем жил в юношеские годы. Этот же дом был изображён на первом The Marshall Mathers LP.
Activision анонсировала 9 сентября 2013 года, что тот, кто сделает предзаказ видеоигры Call of Duty: Ghosts, получит в подарок трек «Survival». Треклист альбома был опубликован 10 октября. 17 октября на официальном сайте появилась возможность сделать предзаказ бандла, содержащего делюкс-версию пластинки, а также другого разного мерчендайза.
В августе 2013 года Эминем дал четыре концерта в Европе. Разогревали для него публику Slaughterhouse, Кендрик Ламар, EarlWolf (Tyler, The Creator и Эрл Светшерт), Yelawolf и Chance the Rapper. В феврале 2014-го Эминем отправился в тур под названием Rapture, который затронет города Новой Зеландии и Австралии. Помогать ему будут Кендрик Ламар, J. Cole, 360, Дэвид Даллас, Chance the Rapper и Экшен Бронсон, которых Эминем лично выбирал.
В 2013 году было продано 1 727 000 копий альбома в США, и он стал вторым по продажам бестселлером года. К апрелю 2015 года было продано 2 244 000 копий в США по данным статистической службы Nielsen Soundscan.

## Синглы
25 августа 2013 года стало известно, что первый сингл «Berzerk» будет выпущен 27-го числа того же месяца. Песня была презентована на радиостанции Shade 45 за день до официального релиза. Сингл дебютировал в канадском чарте Canadian Hot 100 на 2 позиции, на 3 — в американском Billboard Hot 100, а также вошёл в топ-40 во многих других странах. 9 сентября на Vevo был выпущен видеоклип на данный трек. В камео появились Кендрик Ламар, Кид Рок, Slaughterhouse, Mr. Porter, Yelawolf, Рик Рубин и Пол Розенберг. За первую неделю в США было продано 362 000 копий сингла, а за октябрь — более 1 000 000.
14 августа 2013 года песня «Survival», с вокалом Лиз Родригес и музыкой DJ Khalil, прозвучала в мультиплеерном трейлере видеоигры Call of Duty: Ghosts. Последовавший пресс-релиз гласил, что первый сингл с восьмого студийного альбома будет скоро выпущен. 8 октября началась продажа цифровых копий трека «Survival», как второго сингла, вместе с этим был презентован видеоклип на эту композицию.
14 октября песня «Rap God» была презентована на YouTube-канале Эминема, а 15 октября — выпущена на iTunes как третий сингл альбома. Песня была встречена, в основном, положительно критиками, которые с восторгом отметили лирическую составляющую, скорость читки и продакшн. В куплете, начинающемся на 4 минуте 20 секунде, Эминем произнёс 97 слов за 15 секунд — примерно 6,5 слов в секунду — как он описал в песне, со «сверхзвуковой скоростью».
25 октября 2013 года стало известно, что совместная песня с Рианной «The Monster» будет выпущена на последующей неделе как четвёртый сингл. Трек, спродюсированный музыкантом Frequency, был презентован на радио в понедельник 28 октября.

## Награды и номинации
| Год  | Издание                   | Ранг | Страна | Список                                |
| ---- | ------------------------- | ---- | ------ | ------------------------------------- |
| 2013 | musicOMH                  | 64   | Канада | Top 100 Albums of 2013                |
| 2013 | XXL                       | 2    | США    | The 25 Best Albums of 2013            |
| 2013 | Complex                   | 6    | США    | The 50 Best Albums of 2013            |
| 2013 | Digital Spy               | 14   | США    | Digital Spy’s top albums of 2013      |
| 2013 | Rolling Stone             | 24   | США    | 50 Best Albums of 2013                |
| 2013 | Rolling Stone             | 4    | США    | 25 Best Hip-Hop Albums of 2013        |
| 2013 | Spin                      | 28   | США    | Spin’s 50 Best Albums of 2013         |
| 2013 | Spin                      | 7    | США    | Spin’s 40 Best Hip-Hop Albums of 2013 |
| 2013 | PopMatters                | 48   | США    | The 75 Best Albums of 2013            |
| 2014 | The Barnes & Noble Review | 7    | США    | The 2013 Dean's List                  |

| Год  | Церемония              | Категория               | Результат |
| ---- | ---------------------- | ----------------------- | --------- |
| 2014 | Billboard Music Awards | Top Billboard 200 Album | Номинация |
| 2014 | Billboard Music Awards | Top Rap Album           | Победа    |
| 2014 | BET Hip Hop Awards     | Album of the Year       | Номинация |
| 2015 | Grammy Awards          | Best Rap Album          | Победа    |
| 2015 | Billboard Music Awards | Top Rap Album           | Номинация |

## Список композиций
- Автор всех вышедших песен — Маршалл Мэтерс; остальные авторы указаны ниже.

| №   | Название                                | Автор(ы)                                                                                                 | Продюсер(ы)                          | Длительность |
| --- | --------------------------------------- | --- | ------------------------------------ | ------------ |
| 1.  | «Bad Guy»                               | Ларри Д. Гриффин-младший, Сара Джаффе                                                                    | Symbolyc One, M-Phazes, StreetRunner | 7:14         |
| 2.  | «Parking Lot» (skit)                    | |                                      | 0:55         |
| 3.  | «Rhyme Or Reason»                       | |                                      | 5:01         |
| 4.  | «So Much Better»                        | |                                      | 4:20         |
| 5.  | «Survival»                              | Л. Родригес, Х. Абдул-Рахман                                                                             | DJ Khalil                            | 4:34         |
| 6.  | «Legacy»                                | |                                      | 4:56         |
| 7.  | «Asshole» (при участии Скайлар Грей)    | |                                      | 4:27         |
| 8.  | «Berzerk»                               | У. Сквайер, А. Хоровиц, А. Яух, Р. Рубин, Д. Моделист, А. Невилл, С. Невилл, В. Браун, Э. Крисс, К. Гист | Рик Рубин                            | 3:59         |
| 9.  | «Rap God»                               | | DVLP                                 | 6:03         |
| 10. | «Brainless»                             | |                                      | 4:46         |
| 11. | «Stronger Than I Was»                   | |                                      | 5:36         |
| 12. | «The Monster» (при участии Рианна)      | Б. Рекса                                                                                                 | Frequency                            | 4:12         |
| 13. | «So Far…»                               | |                                      | 5:15         |
| 14. | «Love Game» (при участии Кендрик Ламар) | К. Дакворт                                                                                               |                                      | 4:57         |
| 15. | «Headlights» (при участии Нейт Рюсс)    | |                                      | 5:43         |
| 16. | «Evil Twin»                             | |                                      | 5:57         |

| №   | Название                                    | Длительность |
| --- | ------------------------------------------- | ------------ |
| 17. | «Baby»                                      |              |
| 18. | «Desperation» (при участии Jamie N Commons) |              |
| 19. | «Groundhog Day»                             |              |
| 20. | «Beautiful Pain» (при участии Sia)          |              |
| 21. | «Wicked Ways» (при участии X Ambassadors)   |              |

Примечание
- Песня «Survival» содержит не указанный вокал Лиз Родригес[83].
- 10 октября 2013 года был подтверждён список композиций[84], а 22 октября — список делюкс-издания[85][86].

## Чарты
| Чарт (2013)                            | Высшая позиция |
| -------------------------------------- | -------------- |
| Австралия (ARIA)                       | 1              |
| Австрия (Ö3 Austria)                   | 1              |
| Бельгия/Фландрия (Ultratop)            | 1              |
| Бельгия/Валлония (Ultratop)            | 5              |
| Канада (Canadian Albums Chart)         | 1              |
| Croatian Albums (IFPI)                 | 15             |
| Чехия (ČNS IFPI)                       | 26             |
| Дания (Hitlisten)                      | 3              |
| Нидерланды (Album Top 100)             | 4              |
| Финляндия (Suomen virallinen lista)    | 12             |
| Франция (SNEP)                         | 2              |
| Германия (Offizielle Top 100)          | 1              |
| Greek Albums (IFPI)                    | 6              |
| Венгрия (MAHASZ)                       | 21             |
| Ирландия (IRMA)                        | 1              |
| Италия (Classifica album)              | 2              |
| Mexican Albums (AMPROFON)              | 36             |
| Новая Зеландия (RMNZ)                  | 1              |
| Норвегия (VG-lista)                    | 1              |
| Польша (ZPAV)                          | 2              |
| Португалия (AFP)                       | 10             |
| Шотландия (Scottish Albums Chart)      | 1              |
| South African Albums (RISA)            | 11             |
| Испания (PROMUSICAE)                   | 9              |
| Швеция (Sverigetopplistan)             | 2              |
| Швейцария (Schweizer Hitparade)        | 1              |
| Великобритания (UK Albums Chart)       | 1              |
| США (Billboard 200)                    | 1              |
| US Vinyl Albums (Billboard)            | 4              |
| США (Billboard Top R&B/Hip-Hop Albums) | 1              |
| США (Billboard Top Catalog Albums)     | 12             |

| Чарт (2013)                           | Высшая позиция |
| ------------------------------------- | -------------- |
| Australian Albums (ARIA)              | 8              |
| Belgian Albums (Ultratop Flanders)    | 59             |
| Belgian Albums (Ultratop Wallonia)    | 119            |
| Canadian Albums (Billboard)           | 10             |
| Dutch Albums (MegaCharts)             | 63             |
| Swiss Albums (Schweizer Hitparade)    | 12             |
| UK Albums (OCC)                       | 13             |
| US Billboard 200                      | 16             |
| US Top R&B/Hip-Hop Albums (Billboard) | 6              |
| US Top Rap Albums (Billboard)         | 3              |

| Чарт (2014)                            | Высшая позиция |
| -------------------------------------- | -------------- |
| Australian Albums (ARIA)               | 33             |
| New Zealand Albums (Recorded Music NZ) | 23             |
| US Billboard 200                       | 5              |
| US Top R&B/Hip-Hop Albums (Billboard)  | 2              |
| US Top Rap Albums (Billboard)          | 1              |

| Чарт (2015)                           | Высшая позиция |
| ------------------------------------- | -------------- |
| US Billboard 200                      | 96             |
| US Top R&B/Hip-Hop Albums (Billboard) | 57             |

## Сертификации, продажи и прослушивания
Мировые продажи составляют 10,700,000 копий на май 2020 года.
Альбом преодолел отметку в 3,2 миллиарда прослушиваний на Spotify (декабрь 2023 года).
| Регион | Сертификация  | Продажи    |
| --- | ------------- | ---------- |
| Австралия (ARIA) | 2× Платиновый | 140 000^   |
| Австрия (IFPI Austria)                                                                                                   | 2× Платиновый | 30 000*    |
| Бельгия (BEA) | Золотой       | 15 000*    |
| Канада (Music Canada) | 4× Платиновый | 320 000^   |
| Дания (IFPI Danmark) | Платиновый    | 20 000     |
| Франция (SNEP) | Платиновый    | 160 000*   |
| Германия (BVMI) | Платиновый    | 200 000^   |
| Ирландия (IRMA) | Платиновый    | 15 000^    |
| Италия (FIMI) | Золотой       | 27 000*    |
| Мексика (AMPROFON) | Золотой       | 30 000^    |
| Новая Зеландия (RMNZ) | Платиновый    | 15 000^    |
| Польша (ZPAV) | 2× Платиновый | 40 000*    |
| Швеция (GLF) | Платиновый    | 40 000     |
| Швейцария (IFPI Switzerland)                                                                                             | Платиновый    | 20 000^    |
| Великобритания (BPI) | 2× Платиновый | 704,000    |
| США (RIAA) | 4× Платиновый | 2 244 000  |
| Итого |               |            |
| Европа (IFPI) | Платиновый    | 1 000 000* |
| * Данные о продажах приведены только на основе сертификации. ^ Данные о тиражах приведены только на основе сертификации. |               |            |

## История издания
| Страна   | Дата           | Формат                   | Лейбл                        |
| -------- | -------------- | ------------------------ | ---------------------------- |
| Германия | 5 ноября, 2013 | CD, Цифровая дистрибуция | Shady, Aftermath, Interscope |
| США      | 5 ноября, 2013 | CD, Цифровая дистрибуция | Shady, Aftermath, Interscope |